# 哈瓦那咖啡馆
哈瓦那咖啡馆创立于1945年，是一个著名咖啡馆，位于叙利亚首都大马士革的al Bahsa 区。在现代，该咖啡馆变得众所周知，由于其精英阶层的游客，包括政治家，高级军事官员，诗人，艺术家，作家和记者，还有许多政治难民。该咖啡馆有时被称为小说，诗歌，政治阴谋甚至政变的发源地。